# Go (desková hra)
Go (japonsky: 碁 nebo častěji 囲碁 – igo) je desková hra pro dva hráče, která pochází z Číny, kde se však nazývá Wej-čchi. Vznikla někdy ve 2. tisíciletí př. n. l. Do dnešní doby se zachovala hlavně díky jejímu rozvoji v Japonsku, kde byla podporována šógunátem. Velmi rozšířená je i v Koreji (pod názvem paduk/baduk) a ve východní Asii všeobecně. Hraje se obvykle na desce 19×19 průsečíků, které se říká goban. Pro výuku a rychlé partie se používají i menší desky – například 13×13 nebo 9×9. Cílem je mít na konci hry větší skóre, které je tvořeno zajatými kameny a obklíčenými průsečíky.

## Stručná pravidla

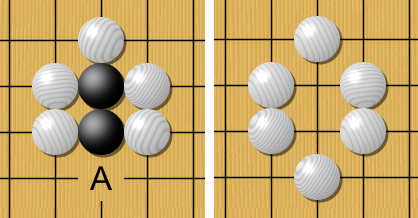
Příklad sebrání skupiny dvou kamenů. Bílý tahem na A odebírá černé skupině poslední svobodu (skupina byla před tím v atari) a odebírá ji z desky

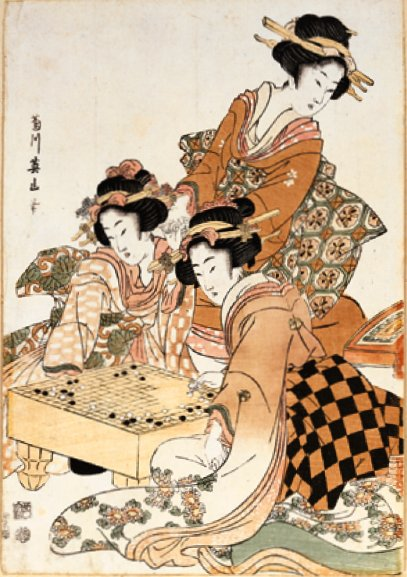
Gejši hrající go

1. Hraje se na čtvercové desce 19×19 průsečíků. Hráči – černý a bílý – střídavě kladou kameny na volné průsečíky. Položené kameny se po desce dále nijak neposunují. Začíná černý.
2. Několik kamenů stejné barvy tvoří tzv. skupinu, pokud spolu těsně sousedí (tj. z každého lze na libovolný jiný přejít kroky svisle a vodorovně po kamenech vlastní barvy). Prázdný průsečík sousedící se skupinou se nazývá svoboda skupiny. Pokud hráč svým tahem odejme soupeřově skupině poslední svobodu, vyjme tuto skupinu z desky a nechá si kameny jako tzv. zajatce.
3. Je zakázáno provést sebevraždu (sebrat svým tahem své skupině poslední volný průsečík). Pokud ovšem hráč svým tahem zajme soupeřovy kameny, o sebevraždu se nejedná, protože takto jeho skupina nezůstane bez svobod.
4. Hráč nesmí svým tahem na desce způsobit opakování pozice těsně před soupeřovým tahem (pravidlo ko). Pojmem pozice je míněna situace na celé desce.
5. Hráč se může svého tahu vzdát slovem pass. Pokud to udělají oba hráči ihned po sobě, partie končí. Hráči se shodnou na tom, které skupiny by byly nepochybně zajaty; takové skupiny si soupeř vezme jako zajatce. (Neshody jsou velmi řídké a řeší se dohráním situace podle zvláštních pravidel, například tak, že za každý hráčův pass získá soupeř bod navíc.) Oba soupeři pak spočítají své skóre, které je tvořeno prázdnými průsečíky v území, které ohraničili, a zajatci, které získali. Hráč s větším počtem bodů vyhrává. Pro kompenzaci výhody prvního tahu se obvykle bílému přičítá tzv. komi, které činí nejčastěji 5,5, 6,5, nebo 7,5 bodu (polovina bodu zajišťuje nemožnost remízy).

Výše uvedená pravidla nejsou úplně stejná ve všech zemích. V podrobnostech se mohou lišit. Největší rozdíl mezi japonskými a čínskými pravidly (česká pravidla vycházejí z japonských s mírnou odlišností v řešení sporných situací) je v počítání bodů. Drobné odlišnosti je možno nalézt také v určení bodů komi, možnosti remízy, a řešení některých speciálních pozic. Z hlediska hry jsou však tyto rozdíly obvykle nepodstatné a projeví se jen vzácně. Systémy turnajů a kritérií pro získávání tříd se liší zejména podle sportovní organizace.

## Historie
Vznik go se datuje do 2. tisíciletí před naším letopočtem na území dnešní Číny. Patřilo mezi čtyři základní lidské dovednosti spolu s poezií, malířstvím a hudbou. Podle učení taoistů je go prostředkem k poznání sebe sama.
Ve 2. století n. l. se hra přenesla do Koreje, kde se stala zábavou pro vyšší třídy. Kolem 6. století se go dostalo do Japonska, kde se zpočátku rozvíjelo v klášterech, ale rychle se rozšířilo i mezi aristokracií.
Hlavní rozvoj go v Japonsku nastal od počátku 17. století, kdy se stalo šógunem oficiálně podporovanou hrou a nejlepší hráči go měli šógunátem zajištěný příjem, čímž byl dán základ profesionálnímu go.
Ve druhé polovině 20. století se vrátilo na výsluní i v Číně a Jižní Koreji a hráči těchto 3 států jsou dnes považováni za špičku světového go. Zvláště pak hráči Koreje sklízejí na mezinárodním poli v posledních letech hodně vavřínů.
Na počátku 21. století byly vytvořeny počítačové programy, schopné porážet lidské mistry. Nevyužívají jen řešení hrubou silou, roli hraje i umělá inteligence.
Na konci roku 2015 (5. – 9. října 2015) vyhrál v Londýně program AlphaGo (výsledek ale zveřejnil časopis Nature až 27. ledna 2016) nejen nad konkurenčními softwarovými soupeři, ale 5:0 i nad tehdejším evropským šampionem Fan Huiem. Překvapivá výhra přišla dle odborníku o minimálně deset let dříve než bylo očekáváno. Výhra nad světovým šampionem přišla na počátku roku 2016.

## Filosofie go
Z filosofického hlediska mentalitu go a jeho vztah k lidskému bytí snad nejlépe[zdroj?] vystihuje pohled Japonců, kteří ho již od pradávna[kdy?] zařadili mezi tzv. Tři hry, tj. 3 velké, základní hry: vrhcáby, šógi a go. Tyto Tři hry spolu představují ucelený pohled na svět, představují člověka v jeho třech základních životních postojích – vztazích.
- První je člověk ve vztahu k vzdáleným bohům a záhadným silám vesmíru: vrhcáby, při nichž hraje velkou roli osud a náhoda, poněvadž kostky jsou hráčem neovlivnitelné.
- Druhý představuje člověka ve společnosti, kterou si kolem sebe vytvořil: šógi, odrážející ve svých kamenech hierarchickou strukturou společnosti, monarchie, armády a krveprolití s konečným cílem zničit nepřátelského krále.
- A potřetí je zde konečně člověk sám se sebou: go – hra orientovaná ne na ničení, ale na budování. Všechny kameny mají stejnou hodnotu a jejich síla záleží na jejich umístění v konkrétní situaci. Kameny se spojují do skupin a ty pak tvoří organické struktury, které buď přežijí, nebo zahynou. Během hry na desce proběhne spousta proměn – vzestupů a pádů, malých proher a dočasných vítězství.

Cílem je překonat běžné lidské nepřátele jako chamtivost, hněv a hloupost.

## Turnaje a třídy

### Třídy
Na turnajích a na internetových serverech je hráči podle jeho výsledků vypočtena jeho třída, která vyjadřuje herní zdatnost. Učňovské třídy se nazývají kjú a mistrovské třídy dan.
- Nejslabší z tříd kjú je v Evropě 20. kjú (v Japonsku 30. kjú). Nejsilnější z nich je 1. kjú.
- Ihned nad prvním kjú je 1. amatérský dan. Nejsilnější z amatérských danů je 8.amatérský dan, který odpovídá síle několika nejsilnějších evropských hráčů
- Výjimečně silní hráči se v Asii mohou pokusit získat titul tzv. profesionálního hráče go; jejich síla se měří od prvního (nejslabšího) do devátého profesionálního danu. V Evropě existuje profesionální liga od roku 2014, kdy první hráč získal třídu 1 pro. V současnosti (2020) má Evropa 7 profesionálních hráčů[5]: Ilya Shikshin 4p (RU), Artem Kachanovskyi 2p (UA), Mateusz Surma 2p (PL), Pavol Lisy 2p (SK), Ali Jabarin 2p (IL), Andrii Kravets 1p (UA), Tanguy Le Calvé 1p (FR)

- Rozdíl mezi evropskými a světovými špičkami se snižuje. Několika Evropanům[6] se podařilo získat titul profesionála v Asii: Catalin Taranu (RO, 5p Nihon Ki-in, Japonsko), Alexandr Dinerchtein (RU, 3p Korea), Svetlana Shikshina (RU, 3p Korea), Diana Koszegi (HU, 1p Korea) Mariya Zakharchenko (UA, 1p Korea), Antti Törmänen (FI, 1p Nihon Ki-in, Japonsko).

- Třídy nejsou celosvětově sjednoceny: pokud nějaký hráč získal v Evropě třídu 6. kjú, může stejně silný hráč v jiném kontinentu mít o několik čísel jinou třídu a hráč na internetových serverech ještě jinou.

### Turnaje

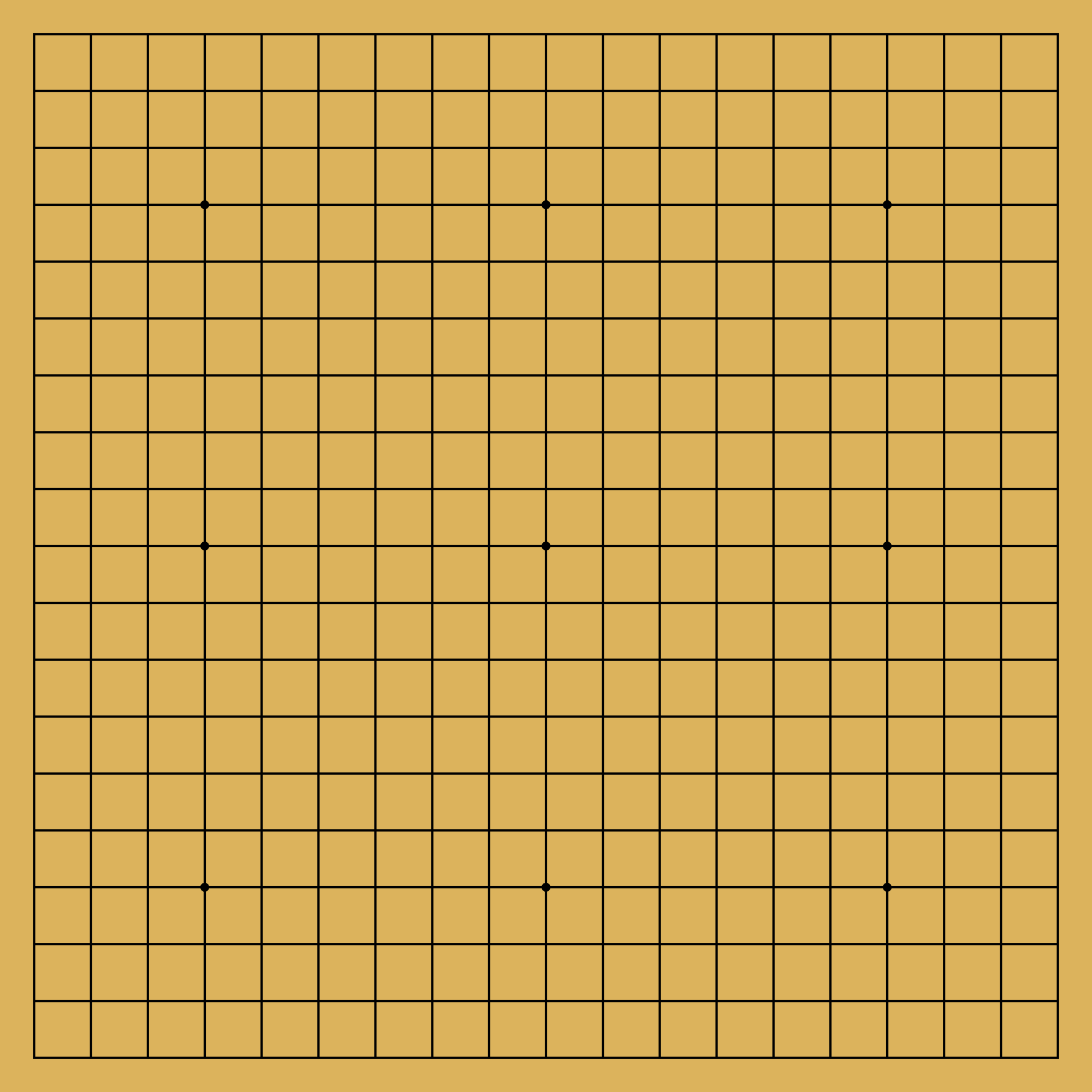
Prázdná deska go – tzv. Goban

Většina turnajů v go je přístupná každému. Dosud nezařazeným hráčům je udělena třída 20. kjú a ta dále roste a případně i klesá podle hráčových výsledků (ovšem neklesne pod 20. kjú).
Typický turnaj v českých podmínkách se koná přes víkend na pět nebo šest partií a partie trvají kolem dvou a půl hodiny (viz níže „Časové systémy“).
Většina turnajů je organizována systémem McMahon; to znamená, že hráči zpočátku hrají s protivníky stejné nebo podobné třídy a hráči, který prohraje, je v příští partii přiřazen slabší protivník, vítězi naopak silnější. Výhodou tohoto systému je mj. to, že hráč rychle pozná svoji skutečnou sílu.

### Časové systémy
Na turnajích v go (podobně jako na šachových) mají hráči na hru omezený čas. Ten se měří obvykle šachovými hodinami. Existují tyto systémy:
- Absolutní čas – každý hráč může spotřebovat na hru daný čas a pokud jej překročí, prohrál.
- Standardní (japonské) bjó-jomi (秒読み) – například 60 minut plus 3×30 sekund. Po vyčerpání 60 minut má hráč 30 sekund na tah. Těchto 30 sekund smí dvakrát za hru překročit, při třetím překročení prohrál. (Pokud spotřebuje 30 až 59 sekund, jde o jedno překročení; pokud 60 až 89 sekund, je to pokládáno za dvojnásobné překročení atd.)
- Kanadské bjó-jomi – například 60 minut plus 5 minut na 15 tahů. Po vyčerpání 60 minut musí hráč na nejbližších 15 tahů spotřebovat nejvýše 5 minut; na dalších 15 tahů také nejvýše 5 minut atd.
- Fischerův čas – například 45 minut plus 20 sekund bonus na každý zahraný tah. Hra se nedohrává ve dvou fázích jako u japonského nebo kanadského bjó-jomi, ale pouze jako jedna fáze, kdy to co je v jiných systémech nazýváno hlavní čas, je zde spíše časová rezerva na promýšlení složitějších situací na desce nad základní čas určený na jeden tah.
- Přikupování času – hráč za zvýšení času platí svými body v závěrečném počítání skóre. Například má na hru 60 minut a poté si může dvakrát přikoupit pět minut, přičemž za každé přikoupení jsou mu strženy tři body z výsledného skóre.

Na českých turnajích se obvykle používá japonské nebo kanadské bjó-jomi, přičemž základní čas bývá 60 nebo 75 minut a parametry bjó-jomi jsou stejné jako v uvedených příkladech. Pořádají se též bleskové turnaje, kdy hráč má absolutní čas například 10 minut.
To, jak hráč hospodaří s časem, je důležitou součástí jeho strategie a dovednosti. Profesionální hráči obvykle spotřebují většinu času na první třetinu hry, protože ta výrazně ovlivní celý zbytek partie. Pokud se hraje systémem japonského bjó-jomi, hráč může zvýšit celkový čas, který má na partii, tím, že přejde do bjó-jomi relativně brzy v partii, ovšem potom nemůže nad důležitým tahem přemýšlet dlouho.
V poslední době se též začíná čím dál častěji používat na turnajích i Fischerův čas. Při jeho použití je pro hráče mnohem jednodušší udržet si přehled o spotřebovaném a zbývajícím čase, a málokdy se dostane do neřešitelné časové tísně.

### Handicapové partie
Pokud si chtějí hráči rozdílné síly zahrát vyrovnanou hru, mohou si dohodnout tzv. handicap, což je dva až devět kamenů, které si před hrou černý položí na desku (potom první hraje bílý). Podle většiny pravidel (například japonských) se handicapové kameny musí umístit na přesně dané body (těchto 9 bodů je na desce zvýrazněno). Jiná pravidla (například čínská) povolují černému, aby je umístil podle své volby.
Rozdíl ve třídě kjú nebo amatérský dan odpovídá přibližně jednomu handicapovému kameni (např. osmé kjú by si mělo vzít pětihandicap proti třetímu kjú, aby šance byly vyrovnané). Rozdíl ve třídě profesionálního danu odpovídá třetině nebo čtvrtině kamene.
K tomu, aby si rozdílně silní hráči zahráli vyrovnanou hru, lze místo handicapu použít též reverzní komi, což je komi ve prospěch černého (ve výši několika desítek bodů, v závislosti na rozdílu v síle hráčů).

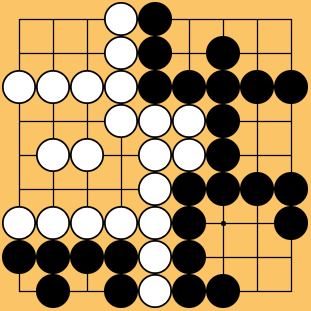
Dohraná hra na desce 9×9

## Strategie a taktika
Desková hra go má přes jednoduchost pravidel hlubokou strategii. Profesionální hráči v Japonsku věnují celý život jejímu studiu, aby dosáhli zvýšení úrovně své hry. Hráč musí volit své tahy s přihlédnutím k protichůdným zájmům, například kladením kamenů v zahájení daleko od sebe si hráč vytyčí větší území, ale o to menší má jistotu, že toto území uhájí proti invazím. Kladení kamenů na třetí linii lépe zabezpečí území při kraji, ale dává menší výhodu (vliv) pro pozdější boj v centru, než hra na čtvrtou linii.

### Život a smrt
Skupina je nazvána živá, pokud může zabránit svému zajmutí, a mrtvá, pokud ji soupeř může zajmout. K životu postačují dvě oči (navzájem oddělené prázdné průsečíky uvnitř skupiny), pokud je soupeř nemůže donutit k vyplnění.
- Důležitou dovedností je tzv. propočet, tj. schopnost určit, zda je skupina živá a jakým tahem ji zachránit resp. zajmout.
- Zkušení hráči nevynechají příležitost provést tzv. střih, tedy tah, který dvěma soupeřovým skupinám odepře možnost se v případě potřeby spojit v jednu skupinu: Napadnout dvě menší skupiny je totiž snazší, než jednu velkou.
- Slabá skupina je skupina, na kterou soupeř může útočit, tedy získat výhodu tím, že ji ohrožuje. Zatímco slabá skupina odpovídá tahy, které ji udržují při životě, soupeř svými tahy zároveň skupinu ohrožuje a zároveň získává nějakou další výhodu.
- Někdy může skupina žít v závislosti na výsledku kó – hráči bojují o dva průsečíky ve snaze vyplnit oba. Cyklicky se opakuje stav, kdy hráč zajme kámen na tomto průsečíku a pravidlo kó zakazuje soupeři, aby položený kámen také ihned zajal. Aby neprohrál boj o kó (劫, v terminologii go častěji コウ), soupeř zahraje jinde na desce hrozbu na kó, na kterou první hráč nutně musí odpovědět.

Animace partie go

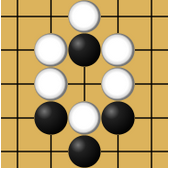
Sekvence ko (go)

### Fáze partie
- Zahájení – jde o první fázi, kdy je na desce mnoho neobsazeného území a hráči je spíše zabírají, než aby bojovali se soupeřovými kameny. Obvykle se provádí tahy hlavně při krajích desky.
- Střední hra nastává tehdy, když již hráči nemají tahy, kterými by obsadili volné území, a proto začínají bojovat se soupeřovými kameny. Boj se přesouvá i do středu desky. Této fázi dominuje útok a obrana, tedy snaha zajmout soupeřovy skupiny (nebo alespoň útokem na ně dosáhnout nějaké výhody, viz výše Slabé skupiny).
- Koncovka začíná tehdy, když se boj zklidní a o všech velkých skupinách je rozhodnuto, zda jsou živé či mrtvé. Výrazně poklesne zisk, který hráč může získat jedním tahem. Protože velké tahy jsou již vyčerpány, hráčům zbývají jen drobnosti jako např. malé zmenšení soupeřova území. I tyto tahy však nakonec mohou ovlivnit vítěze hry.

### Strategie v go
- Rohy, pak strany, pak střed – obklíčit území je v rozích mnohem snazší, než při okraji a zejména než ve středu desky. Proto se bojuje přednostně o rohy a strany, dokud tam lze získat nějaké území.
- Vliv – je dobré pokládat kameny tak, aby ovlivňovaly co největší území a přinesly tím hráči výhodu v pozdějším boji. Čím více hráčových (a méně soupeřových) kamenů je v blízkosti určitého místa, tím snazší je zachránit svoje kameny a zajmout soupeřovy. Hráč často musí volit mezi získáním území a vytvořením vlivu. (Jelikož skóre je definováno pomocí území, vliv je hráči užitečný pouze tehdy, pokud jej dokáže během hry využít k získání území.)
- Džóseki[7] je posloupnost tahů, kterou profesionálové označili za posloupnost nejlepších tahů v dané lokální situaci (tedy bez ohledu na ostatní části desky). Existují desítky tisíc džóseki; nejčastěji se týkají boje o roh, protože to je situace, která se vyskytuje v každé partii. Studium džóseki pomůže hráči k hlubšímu vhledu do hry; důležité není se je naučit nazpaměť, ale pochopit účel každého tahu.

V mnoha situacích je více než jeden správný tah, a tedy více než jedna pokračující džóseki. Hráč pak musí zvolit správnou z nich podle celkové situace na desce.
- Bezpečná vs. riskantní hra – pokud hráč vede (tj. lze očekávat, že vyhraje), měl by volit spíše tahy s předvídatelným výsledkem než zahajovat riskantní boje s těžko odhadnutelným koncem, kterými může hodně získat anebo hodně ztratit. Naopak pokud hráč prohrává, jsou takové tahy jeho jedinou nadějí.

## Slovníček japonských pojmů z go
Do Evropy a Ameriky rozšířili go především japonští hráči. Proto se pro mnoho pojmů používá japonský výraz, především tam, kde nebylo snadné najít odpovídající ekvivalent v evropských jazycích (zejména angličtině).
- adži – 味 – doslova "chuť" – budoucí možnosti
- atari – 当たり – hrozba zajetím – tah, odebírající nějaké skupině předposlední svobodu
- dame – 駄目 – nezaplněné neutrální území, do kterého pro žádného z hráčů v daném okamžiku není výhodné hrát, území, o které není zájem
- fuseki – 布石 – zahájení partie
- gote – 後手 – ztráta tempa – takový závěr sekvence tahů, po níž je na tahu soupeř, který má výhodu tahu. Opakem je sente.
- hane – 跳ね (ハネ) – ohnutí – diagonální tah kolem soupeřova kamene
- hoši – 星 – hvězda, některý z devíti základních bodů gobanu, označený černou tečkou, má největší strategický význam
- iši – 石 – kámen
- džóseki – 定石 – nejlepší sekvence tahů pro oba hráče v určité lokální pozici
- keima – ケイマ (v terminologii go se píše v katakaně, pochází ze šachového 桂馬) – malý koňský skok – položení jednoho kamene ke druhému svému kameni tak, že vytvoří tvar podobný tahu šachového koně
- kó – 劫 hráči bojují o dva průsečíky ve snaze vyplnit oba. Cyklicky se opakuje stav, kdy hráč zajme kámen na tomto průsečíku a pravidlo kó zakazuje soupeři, aby položený kámen také ihned zajal.
- komi – コミ, správněji コミ出し komidaši – bonus, kompensace za výhodu prvního tahu, obvykle bývá 6,5 bodu i jinak – viz nahoře
- kosumi – コスミ – diagonální tah ke svému kameni
- miai – 見合い – stejné možnosti – soupeř může útočit tahem na jeden ze dvou bodů a druhý vždy poslouží k obraně
- mojó – 模様 – územní potenciál – velmi volně naznačené území
- ógeima – 大ゲイマ – velký koňský skok – podobný tahu keima, ale o jeden bod dále
- me – 眼 – oko. K životu postačují dvě oči (navzájem oddělené prázdné průsečíky uvnitř skupiny)
- san-san – 三々- bod v rohu na pozici 3-3
- sente – 先手 – tempo – takový závěr sekvence tahů, po níž je hráč opět na tahu a ve výhodě. Opakem je gote.
- seki – セキ – lokálně remízová pozice, v níž by hráč, který by první táhl, prohrál. Taková pozice se ponechává po konci partie na místě a v ní obsažené body se nepočítají žádnému z hráčů
- šimari – シマリ – uzávěra rohu – dvojkamenová pozice uzavírající území v rohu
- tenuki – 手抜き- lokální ignorování soupeřova tahu (a tažení v jiné části desky)
- tesudži – 手筋- technika, něco jako chvat v bojovém umění, chytrý tah (obvykle není patrný na první pohled)

## V populární kultuře
Kromě literatury a studijních materiálů se hra go stala námětem několika filmů a televizních pořadů. Jedním z důvodu byl s příchodem internetu zvyšující se počet lidí na Západě obeznámených s touto hrou.
V populární kultuře existuje několik japonských komiksů (manga), které obsahují deskovou hru go, známou také jako baduk v Koreji nebo wej-čchi v Číně. Hikaru no Go je velmi populární manga vydaná v roce 1998. Příběh vypráví o životě mladého chlapce jménem Hikaru Šindó, který je posedlý hrou go poté co objeví ducha žijícího uvnitř staré herní desky. Série ovlivnila popularizaci hry go po Japonsku i celém světě. Manga byla také adaptována do anime se stejným názvem Hikaru no Go, vydaném v roce 2001. Go Player je podobná série vydaná v Číně, která se odehrává v pozdní dynastii Ming a sleduje vývoj Ťiang Liou-era, mladého muže s talentem pro hru go. Go se vyskytlo velmi krátce i v další anime sérii Code Geass. 
Hra byla námětem v několika filmech, včetně psychologického thrilleru z roku 2001 Pi a ve stejném roce i životopisně-dramatického filmu Čistá duše. Výraznou roli hrála hra ve filmu The Go Master. Film byl uveden v roce 2006 jako čínské životopisné drama, které režíroval Tchien Čuang-čuang, známý pro svůj kritiky uznávaný film The Blue Kite. The Go Master se soustředí na život Wu Čching-jüana, legendárního hráče deskové hry go, který je považován za jednoho z největších hráčů všech dob. Navzdory tomu, že se příběh odehrává v Japonsku v době vypuknutí čínsko-japonské války ve 30. letech 20. století, těžištěm příběhu zůstává Wuova postava a psychologie, spíše než historické události, které se kolem něj odehrávají. Dalšími filmy, ve kterých se hra go vyskytla byl akční film Tron: Legacy (2010), mysteriózní film Knives Out (2019) nebo dokumentární film, který sleduje vývoj programu umělé inteligence AlphaGo (2017), který vytvořil tým DeepMind společnosti Google, a jeho historického vítězství proti mistru světa ve hře go, Lee Sedolovi.
Hra go se také vyskytuje v řadě televizních seriálů. Zejména se objevuje v korejském dramatu The Glory part. 1 a The Glory part. 2 ve kterém se protagonistka během pobytu na střední škole setkává s šikanou. Po mnoha letech se rozhoduje započít ďábelský plán, který má donutit agresory, aby se zodpovědně postavili za své činy. Hra go se vyskytuje i v dalším korejském dramatu Reply 1988 nebo v sérii Counterpart.

#### České
- Goweb.cz – oficiální stránky České asociace go Czech Go Association
- eGoban.cz, magazín z goistické scény
- Hra-go.cz, informace o hře go – pravidla, historie, odkazy
- Deskovehry.com Archivováno 29. 4. 2011 na Wayback Machine. - recenze hry Go

#### Studium
- Sensei's Library (wiki web), senseis.xmp.net – Výklad pojmů, strategie a taktiky apod.
- GoProblems.com – Úlohy života a smrti apod.
- Go Teaching Ladder, gtl.xmp.net – Komentáře partií všech úrovní od silných hráčů

#### Realtime servery
- KGS, gokgs.com
- IGS, pandanet-igs.com

#### Turn-based servery
- Dragon Go Server
- Little Golem

#### Novinky
- Gobase
- Go4Go